# Karpatos
Karpatos (grčki: Κάρπαθος) je drugi otok po veličini u grčkoj otočnoj skupini Dodekanez, u jugoistočnom Egeju. Otok je upravno podijeljen na dvije općine; Općinu Karpatos i Općinu Olimpos. Dio općine Olimpos proteže se i na susjedni sjeverni otok Saria. Otok se na talijanskom zove: Scarpanto, a na turskom jeziku: Kerpe.

## Zemljopisne osobine
Otok se nalazi 47 km jugozapadno od otoka Roda, u dijelu Mediterana koji se zove po otoku Karpatsko more (Carpathium Mare). Najviša točka na otoku je vrh planine Lastos 1215 m. Na otoku Karpatos ima 10 naselja (sela). Sva otočka naselja vjerno čuvaju tradicionalni otočki način života. Na jugoistočnoj strani otoka nalazi se naselje Pigadia (službeni naziv mjesta je grad Karpatos), to je glavni grad i glavna luka otoka. Oko Pigadie smjestila su se sela; Menetes, Arkasa, Aperi, Volada, Othos i Pyles. Na sjevernoj strani otoka smjestila su se sela; Mesochori, Spoa i Olimbos (posljednje u nizu s interesantnom arhitekturom). 

## Povijest
Ratovi i okupacije obilježili su povijest otoka. Karpaćani su se borili na strani Sparte u Peloponeskim ratovima 431. pr. Kr., i izgubili neovisnost od strane otoka Rodosa 400. pr. Kr. 
42 god. pr. Kr. otok je potpao pod vlast Rima. Tijekom sljedećih stoljeća Karpatosom su vladali Arapi, pa đenoveški pirati Moresco, zatim Mlečani i Otomansko Carstvo. Tijekom svih tih stoljeća sudbina Karpatosa bila je usko povezana sa susjednim i većim otokom Rodom. Otok je bio vlasništvo venecijanske plemićke obitelji Cornaro, između 1306. do 1540. god. Od tada je otok pod Turskom vlašću. Ova stalna promjena vlasti, donijela je otoku mnoge posebnosti koje se očituju u nošnji, običajima, govoru.
Otomanska vladavina nad otokom okončana je talijanskim zauzećem otoka, zajedno s cijelim Dodekanezom, za vrijeme Talijansko-turskog rata 1911. – 1912. Karpatos je postao dio Grčke tek 1948. god. 
Zbog svoje burne prošlosti i teškog života mnogi stanovnici Karpatosa emigrirali su u Ameriku. Danas se vraćaju na rodni otok i najveći su investitori na otoku.

## Prijevoz
Karpatos ima zračnu luku preko kojeg je otok povezan dnevnim letovima s Rodom, Kasosom, Kretom i Atenom. Otok je povezan s ostalom Grčkom i trajektima koji plove iz luke Pirej preko Krete i Roda). 
Na samom otoku postoji cestovna mreža, kojom su povezana većina naselja na otoku.